# Авидзба, Ален Ахрович
Ален Ахрович Авидзба (род. 24 февраля 2000, Сочи) — российский теннисист. Победитель четырёх турниров ITF (2 — в одиночном разряде). Мастер спорта России (2015).

## Спортивная карьера

### Юниорские турниры
В январе 2014 года стал первым победителем юниорского теннисного турнира Christmas Cup.
В августе 2014 года завоевал бронзовую медаль командного чемпионата мира по теннису среди игроков до 14 лет.
Авидзба также представлял Россию на юниорском Кубке Дэвиса 2016 года, в котором он вместе с товарищами по команде Алексеем Захаровым и Тимофеем Скатовым завоевал титул чемпиона.

### Взрослые турниры
В июне 2018 года выиграл турнир серии ITF Futures в Тулузе (Франция).
В октябре 2019 года, в Москве получил уайлд-кард и впервые выступил на турнире серии ATP 250 «Кубок Кремля», где в первом раунде соревнований победил соотечественника Алибека Качмазова со счётом: 6-1, 4-6, 6-1, но во втором круге (в 1/8 финала) проиграл сербу Николе Милоевичу со счётом: 5-7, 0-6.
В течение 2018—2021 годов стал победителем двух турниров ITF в одиночном разряде.
И в 2018—2019 годах стал победителем ещё двух турниров ITF в парном разряде.

## Итоговое место в рейтинге ATP по годам
| Год  | Одиночный рейтинг | Парный рейтинг |
| 2021 | 594               | 1107           |
| 2020 | 453               | 1335           |
| 2019 | 417               | 1270           |
| 2018 | 441               | 1109           |
| 2017 | 992               |                |
| 2016 | 1066              | 1533           |